# Schwarzkrötchen
Die Schwarzkrötchen (Melanophryniscus) sind eine Gattung der Froschlurche aus der Familie der Kröten (Bufonidae), die im mittleren und südöstlichen Südamerika vorkommt. Bisher sind etwa 25 Arten beschrieben worden. Die Tiere verfügen über stark wirksame Hautgifte und warnen Fressfeinde davor mit teils leuchtenden Farben. Im Englischen werden sie deshalb auch „South American Redbelly Toads“ (Südamerikanische Rotbauch-Kröten) genannt. In älteren systematischen Übersichten wurden die seinerzeit bekannten Taxa noch den Stummelfußfröschen (Atelopus) zugerechnet.

## Merkmale

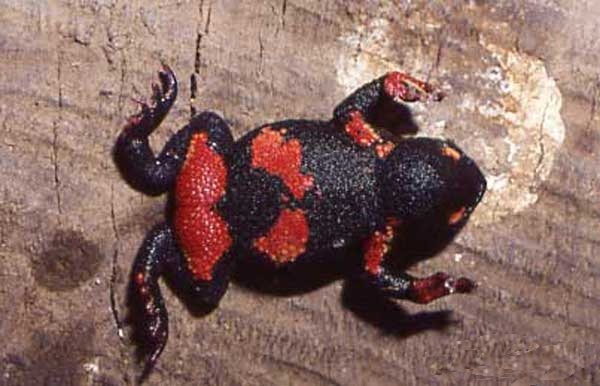
Melanophryniscus atroluteus, Bauchseite

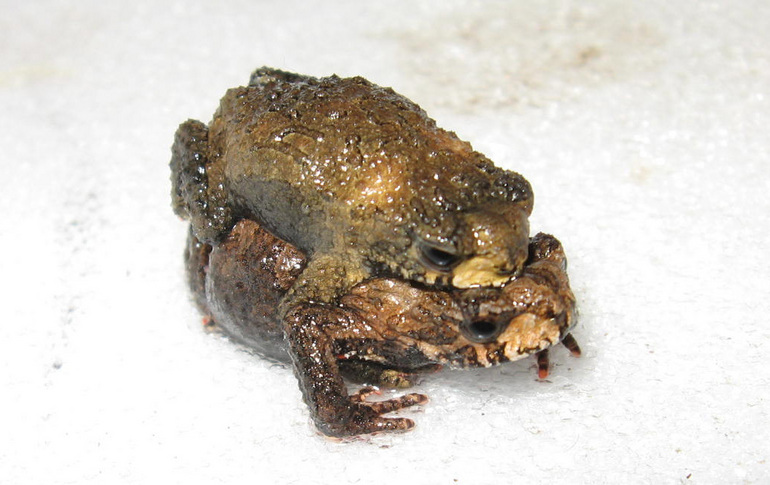
Melanophryniscus devincenzii, Paar in Amplexus

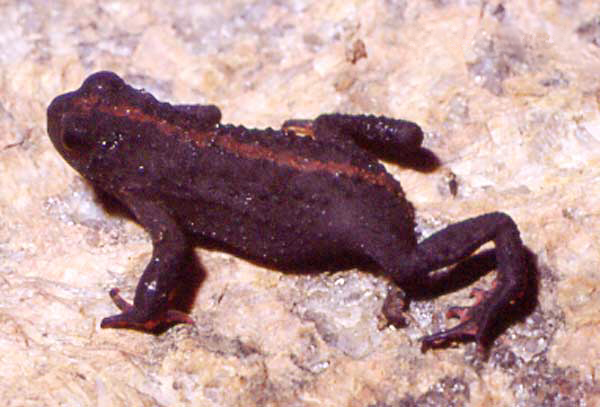
Melanophryniscus dorsalis

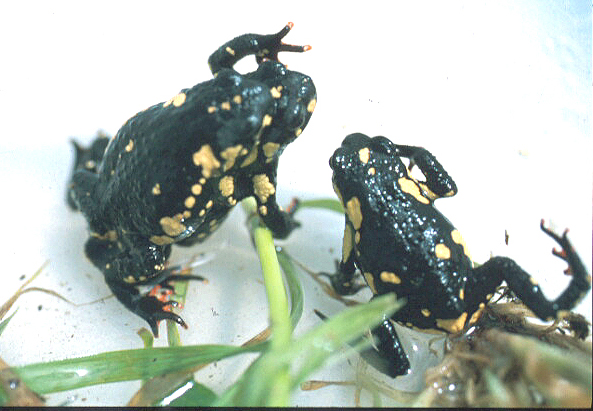
Paar und Einzeltier von Melanophryniscus stelzneri

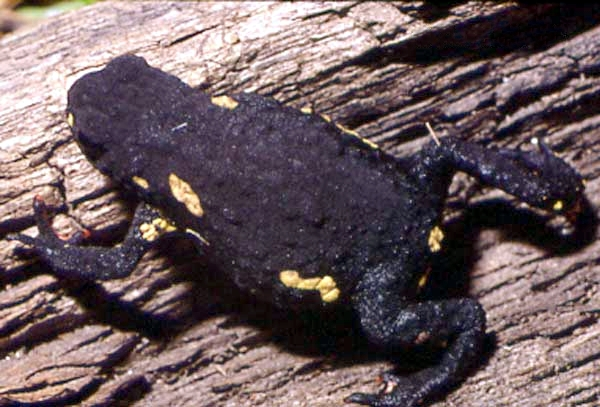
Melanophryniscus montevidensis

Es handelt sich um sehr kleine Froschlurche von meist nur zwei bis drei Zentimetern Kopf-Rumpf-Länge; einzelne Arten erreichen auch vier Zentimeter. Die Weibchen sind größer und fülliger als die Männchen. Die Tiere sind krötentypisch gedrungen gebaut mit kurzen Hinterbeinen, einer kurzen Schnauze und stark granulierter („warziger“), drüsenreicher Haut. Einige Arten weisen auffällige Verdickungen am vorderen Kopf auf. Oberseits überwiegt oft eine unscheinbare Tarnfärbung aus Braun- oder Schwarztönen, während sich auf der Unterseite einschließlich der Gliedmaßen Flecken oder ganze Flächen mit leuchtenden Warnfarben (Rot-, Orange-, Gelbtöne) befinden. Bei Bedrohung werden diese Stellen vorgezeigt, indem die Schwarzkröten genau wie die in Europa und Asien heimischen Unken reflexartig eine sogenannte Kahnstellung einnehmen. Dabei wird ein extremes Hohlkreuz geformt und die Unterseiten der Gliedmaßen werden nach oben gedreht. Dieses charakteristische passive Abwehrverhalten wird international als „Unkenreflex“ bezeichnet. Die Haut der Tiere enthält hochgiftige alkaloide Substanzen zum Schutz vor Parasiten und Fressfeinden.

## Verbreitung und Lebensweise
Die Gattung Melanophryniscus ist in der Nordhälfte Argentiniens, in Andentälern Süd-Boliviens, im südlichen Brasilien (insbesondere auch im Bundesstaat Rio Grande do Sul), in Paraguay sowie in Uruguay verbreitet.
Schwarzkrötchen sind tagsüber und nur bei Regen aktiv, ansonsten verbergen sie sich offenbar in Erdspalten und unter Wurzelwerk. Zu ihrem Nahrungsspektrum zählen kleine Wirbellose wie etwa Ameisen. Die Balz- und Laichphase im Frühling der Südhalbkugel (um Oktober/November) wird spontan durch Starkregenereignisse ausgelöst. Als sogenannte „Explosivlaicher“ deponieren sie dann innerhalb kurzer Zeit ihren Laich in temporären Tümpeln, Pfützen und Bächen, aus dem sich sehr rasch die Kaulquappen entwickeln. Die mit einer kehlständigen Schallblase erzeugten Paarungsrufe der Männchen klingen trillernd oder zirpend. Auch weibliche Tiere sollen zu Lautäußerungen fähig sein.

## Taxonomie
Innerhalb der Gattung werden mehrere systematische Artengruppen mit bestimmten Merkmalsausprägungen (Aussehen, Rufe) unterschieden, so die vorwiegend schwarz gefärbten Arten der Melanophryniscus stelzneri- oder atroluteus-Gruppe, die eher bräunliche Melanophryniscus tumifrons-Gruppe und die (monotypische?) Melanophryniscus moreirae-Gruppe. Derzeit umfasst die Gattung 31 Arten:
Stand: 14. Januar 2024
- Melanophryniscus admirabilis Di-Bernardo, Maneyro & Grillo, 2006
- Melanophryniscus alipioi Langone, Segalla, Bornschein & de Sá, 2008
- Melanophryniscus atroluteus (Miranda-Ribeiro, 1920)
- Melanophryniscus biancae Bornschein, Baldo, Pie, Firkowski, Ribeiro & Corrêa, 2015
- Melanophryniscus cambaraensis Braun & Braun, 1979
- Melanophryniscus cupreuscapularis Céspedez & Alvarez, 2000
- Melanophryniscus devincenzii Klappenbach, 1968
- Melanophryniscus diabolicus Martínez Aguirre, Dopazo, Cortelezzi, Arellano, Trofino Falasco, Simoy & Berkunsky, 2021[5]
- Melanophryniscus dorsalis (Mertens, 1933)
- Melanophryniscus estebani Céspedez, 2008
- Melanophryniscus fulvoguttatus (Mertens, 1937)
- Melanophryniscus klappenbachi Prigioni & Langone, 2000
- Melanophryniscus krauczuki Baldo & Basso, 2004
- Melanophryniscus langonei Maneyro, Naya & Baldo, 2008
- Melanophryniscus milanoi Baldo, Bornschein, Pie, Firkowski, Ribeiro & Belmonte-Lopes, 2015
- Melanophryniscus macrogranulosus Braun, 1973
- Melanophryniscus montevidensis (Philippi, 1902)
- Melanophryniscus moreirae (Miranda-Ribeiro, 1920)
- Melanophryniscus nigricans Martínez Aguirre, Dopazo, Cortelezzi, Arellano, Trofino Falasco, Simoy & Berkunsky, 2021[5]
- Melanophryniscus pachyrhynus (Miranda-Ribeiro, 1920)
- Melanophryniscus paraguayensis Céspedez & Motte, 2007
- Melanophryniscus peritus Caramaschi & Cruz, 2011
- Melanophryniscus rubriventris (Vellard, 1947)
- Melanophryniscus sanmartini Klappenbach, 1968
- Melanophryniscus setiba Peloso, Faivovich, Grant, Gasparini, and Haddad, 2012
- Melanophryniscus simplex Caramaschi & Cruz, 2002
- Melanophryniscus spectabilis Caramaschi & Cruz, 2002
- Melanophryniscus stelzneri (Weyenbergh, 1875)
- Melanophryniscus tumifrons (Boulenger, 1905)
- Melanophryniscus vilavelhensis Steinbach-Padilha, 2008
- Melanophryniscus xanthostomus Baldo, Bornschein, Pie, Ribeiro, Firkowski & Morato, 2015

Melanophryniscus orejasmirandai Prigioni & Langone, 1987 wurde mit Melanophryniscus pachyrhynus (Miranda-Ribeiro, 1920) synonymisiert.